# Anaesthetis confossicollis
Anaesthetis confossicollis är en skalbaggsart som beskrevs av Julius Baeckmann 1903. Anaesthetis confossicollis ingår i släktet Anaesthetis och familjen långhorningar. Inga underarter finns listade i Catalogue of Life.